# Heimat- und Bergbaumuseum Erbendorf

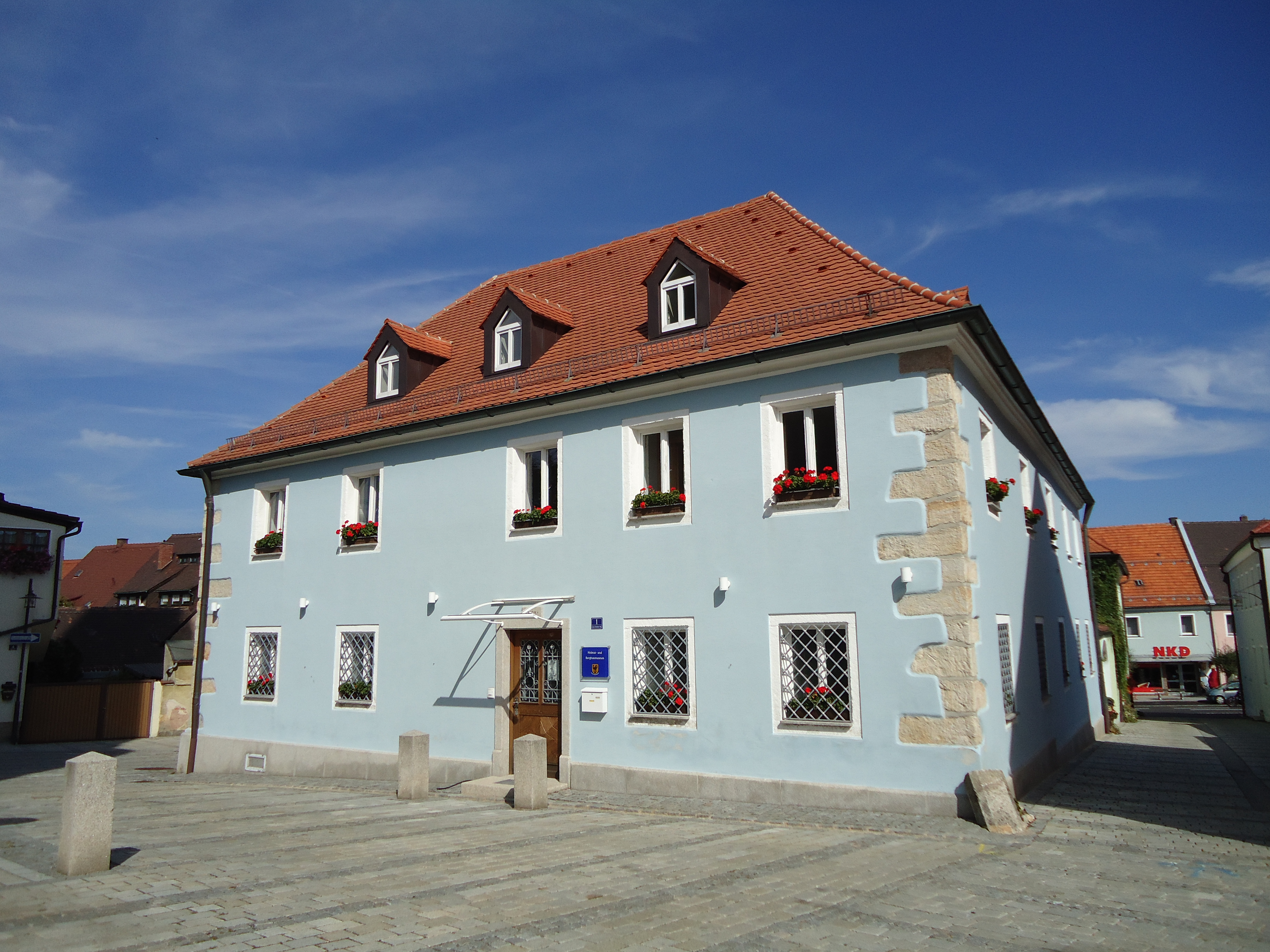
Heimat- und Bergbaumuseum Erbendorf

Das Heimat- und Bergbaumuseum Erbendorf in der Stadt Erbendorf im Landkreis Tirschenreuth in der Oberpfalz ist in einem ehemaligen Kloster untergebracht. Es befasst sich mit der Geschichte Erbendorfs und der wirtschaftlichen Bedeutung des früheren Bergbaus in der Stadt. Das Museum wurde 1995 auf Initiative des Heimatpflegevereins Erbendorf e. V. eröffnet.

## Themen

### Geologie, Mineralogie und Bergbau
In fünf Räumen sind Funde aus den regionalen Blei- und Kohlegruben sowie eine umfangreiche Mineraliensammlung ausgestellt. Es handelt sich ausschließlich um Fundstücke aus der Region, in welcher der örtliche Bergbau früher eine wichtige Rolle spielte. Außerdem gibt es Ausrüstungsgegenstände der Bergleute zu sehen. Seit dem frühen 13. Jahrhundert gibt es Nachweise für Bergbau in Erbendorf. Zunächst wusch man Gold aus den Bächen der Umgebung. Später fand man auch Blei, Silber, Zink und Kupfer. Steinkohle wurde seit 1850 im Tiefbau abgebaut. Aufgrund von Unrentabilität wurde der Bergbau 1927 eingestellt. Im Museum werden in der Mineraliensammlung Funde aus Region gezeigt. Außerdem unter anderem Uniformen, Grubenlampen, Bohrkerne, Fotos und die Fahne der Bergleute.

### Ausgestorbene Berufe
In diesem Bereich werden Arbeitsgeräte der Erbendorfer Weber, Gerber und Schuhmacher vorgestellt. Zudem gibt es Informationen über die Herstellung von Gasbrennern, Glasperlen und Christbaumschmuck, alles Güter, die früher für Erbendorf bedeutsam waren.

### Der Erbendorfer Bockl
Der „Erbendorfer Bockl“ verkehrte auf der Bahnstrecke Reuth–Erbendorf mit Anschluss an die Nord-Süd-Strecke München – Berlin. Das Museum zeigt Informationen und zeitgenössische Gegenstände.

### Besonderheiten
Besondere Ausstellungsstücke wie z. B. antike Möbel, Heiligenfiguren oder ein Ofen aus der Gründerzeit runden das Angebot des Museums ab.
Das Heimat- und Bergbaumuseum Erbendorf ist Teil des Museumsverbundes das zwoelfer – Die Museen im Landkreis Tirschenreuth.